# Nancy Déziel
Nancy Déziel est une femme d'affaires et femme politique canadienne. Ayant suivi une formation technique en chimie analytique, spécialisée en électrochimie, elle est directrice générale du Centre National en électrochimie et en Technologies Environnementales au Cégep de Shawinigan, établissement d’enseignement post-secondaire de formation technique et préuniversitaire québécois. Elle est conseillère municipale du district La Rivière pour la Ville de Shawinigan (Québec, Canada).

## Biographie

### Formation académique
En 1993, Nancy Déziel obtient un diplôme d'étude collégiale en chimie analytique avec une spécialisation électrochimie au Cégep de Shawinigan. Elle travaille en tant que technicienne environnementaliste.

### Vie privée
En 2014, Nancy Déziel épouse Yves-François Blanchet, alors ministre du développement durable, de l'environnement, de la faune et des parcs du Québec. Le couple confie le rôle de célébrant à Michel Angers, maire de Shawinigan.
Yves-François Blanchet devient par la suite chef du Bloc Québécois. Elle participe alors activement à campagne électorale fédérale de l'automne 2019. Les époux sont toujours mariés légalement et vivent maintenant séparés depuis novembre 2021.

## Carrière

### Centre national en électrochimie et technologie environnementale (CNETE)
De stagiaire à directrice générale, Nancy Déziel cumule plusieurs fonctions au CNETE sur une vingtaine d'années avant d'en devenir la principale dirigeante en 2009. Elle promeut au sein de l'établissement une politique visant à améliorer la compétitivité par l'innovation pour les PME . En sus de sa position à la tête du CNETE Nancy Déziel, elle participe à l'administration et à la gestion de nombreux établissements publics et privés en Mauricie et au Canada, parmi lesquels le Conseil de recherches en sciences naturelles et en génie du Canada, Réseau Synchronex, l'Institut National de Recherche Scientifique, Réseau Tech-Accès Canada, Écotech Québec, le Fonds de recherche du Québec - Nature et Technologie. Elle participe enfin à différents organismes locaux destinés à promouvoir la Mauricie, comme la Chambre de commerce et d'industrie de Shawinigan, l'Incubateur Mauricie, Office du tourisme de Shawinigan et le Fonds de développement économique La Prade St-Maurice.

### Engagement pour la promotion des femmes dans la science
Elle prend position publiquement pour inciter les jeunes filles à s'orienter vers les sciences et à viser des postes à responsabilité dans le domaine de l'administration de la recherche scientifique : « Nous sommes maintenant près de 40 % de femmes à la tête des Centre collégiaux de transfert des technologies et environ la même proportion à être employées par le CNETE », déplorant que femmes dans des cursus scientifiques représentent moins de 20 % des étudiants , ainsi que les comportements d'auto-censure qui peuvent pousser des jeunes femmes, engagées dans des carrières scientifiques, à cacher leur nom ou leur genre lors de demandes de financement, pour réduire les risques de biais par rapport au genre.

## Engagement politique
En plus de sa carrière de scientifique et femme d'affaires, Nancy Déziel se fait élire en 2013 comme conseillère du district de La Rivière pour la Ville de Shawinigan avant d'être réélue un deuxième mandat en 2017 et un troisième mandat en 2021, lors duquel elle est élue par acclamation,,. Elle fait notamment campagne sur le thème de l'économie locale, de la compétitivité des PME et souhaite la mise en place d'une économie fondée sur l'innovation et le savoir en favorisant l'implantation de nouvelles entreprises.

## Prix et distinctions
- 25e Gala distinction Desjardins - Chambre de commerce et d'industrie de Shawinigan, catégorie Personnalité d’affaires féminine de l’année, Récipiendaire (2018)[12].